# 女満別空港
女満別空港（めまんべつくうこう、英: Memanbetsu Airport）は、北海道網走郡大空町にある地方管理空港である。

## 概要
オホーツク総合振興局の主要空港である。近傍には網走市と北見市を結ぶ国道39号が走る。空港周辺地域には知床国立公園、阿寒摩周国立公園、網走国定公園などが存在する。空港の位置する女満別町は、2006年に東藻琴村と合併して大空町となったが、空港の名称は継続された。
当初は現在位置の北側隣接地に開港。冷害克服のため、オホーツク海の流氷や気象観測を飛行機で行おうとしたことが開港のきっかけである。その後、大日本帝国海軍の美幌第二航空基地となる。このため、今でも空港周辺には掩体壕など、当時を偲ぶ施設が多く残されている。
空港のジェット化（1985年）に際して、現在地に移設された。以来、観光需要を中心に旅客数は着実な伸びを見せ、近年の年間旅客数は100万人近くを推移しており、2017年度は、国内834,427人 。混雑の慢性化に加え、世界遺産登録された知床への主要アクセス空港として今後の利用客増加が見込まれるため、国際線にも対応できるターミナルが増築された。なお、旧空港滑走路はドイツの自動車部品メーカー・ボッシュのブレーキテストコースに転用されている。

## 統計

### 利用者数
元のウィキデータクエリを参照してください.

## 沿革

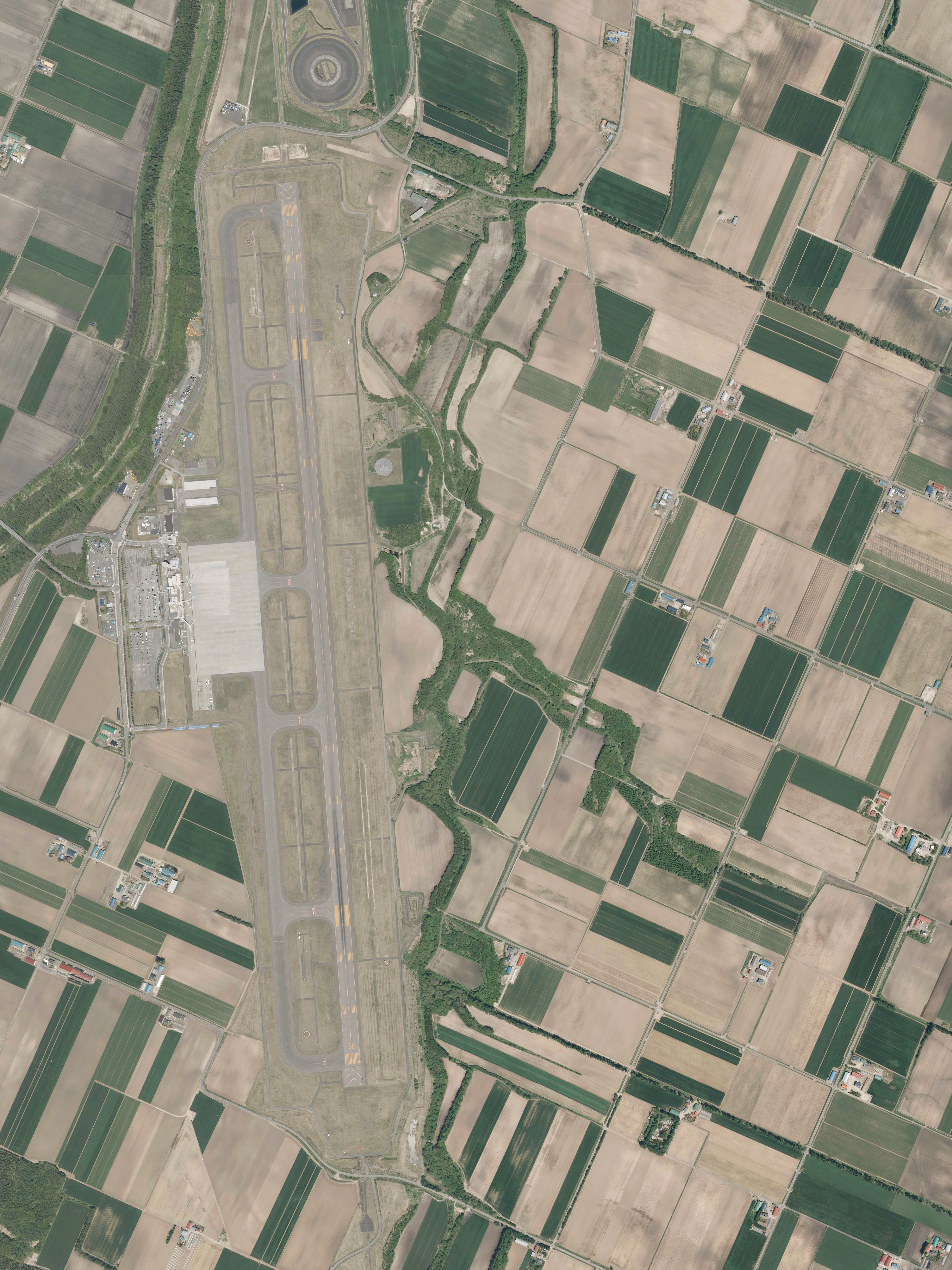
女満別空港の空中写真（2021年）

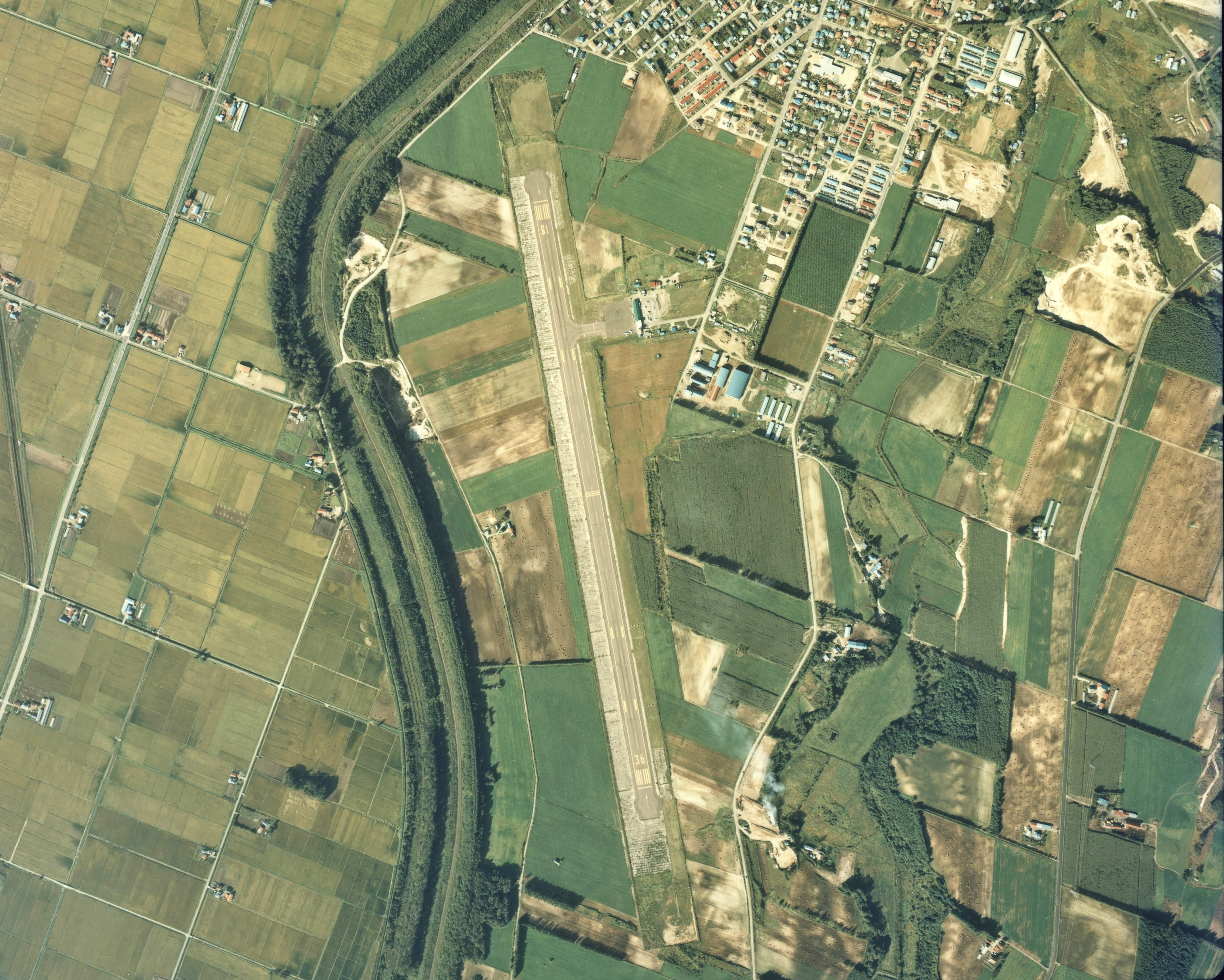
1977年撮影の旧女満別空港

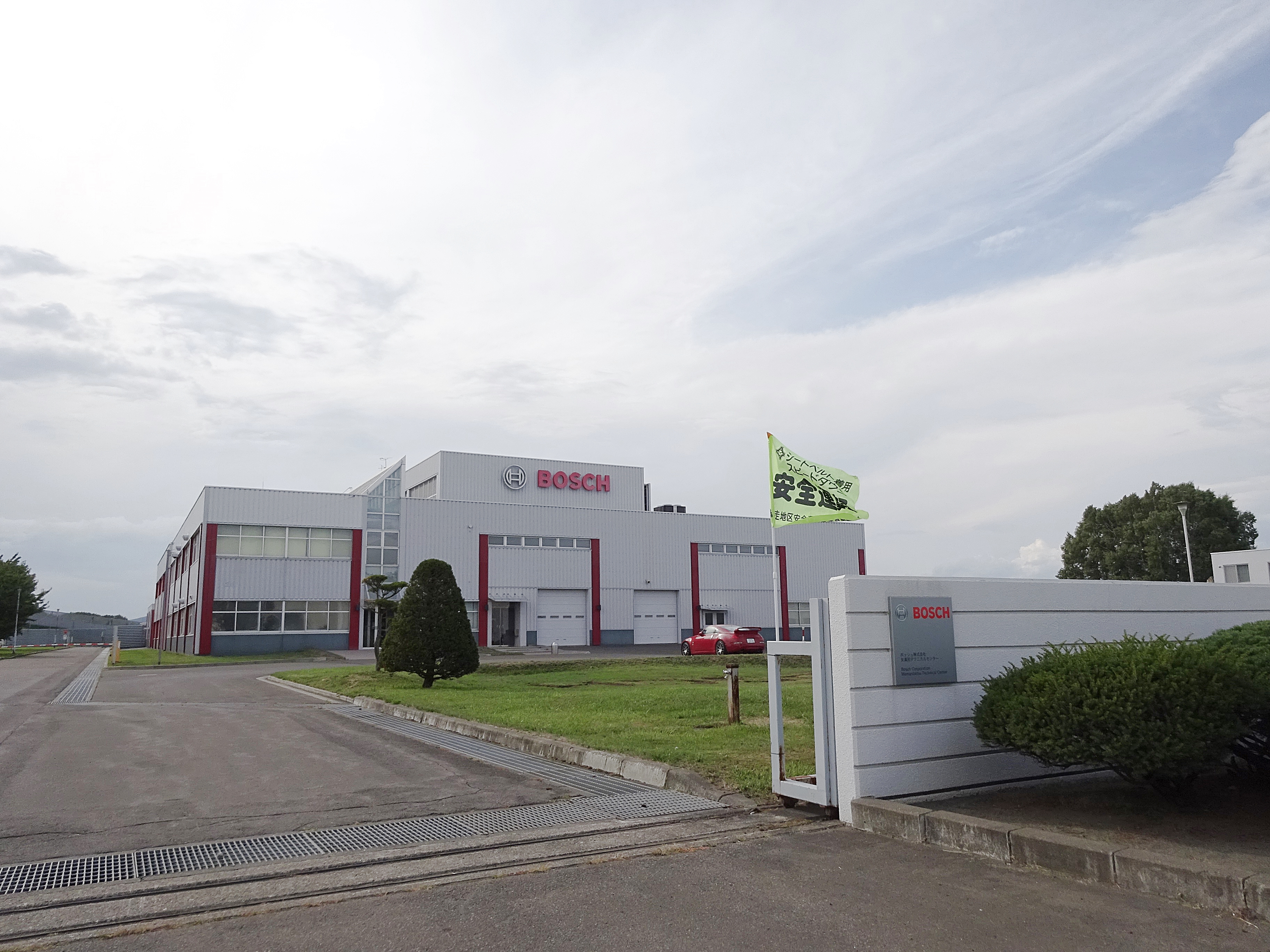
旧空港の滑走路を利用するボッシュ女満別テクニカルセンター

### 前史
- 1935年（昭和10年）3月23日 - 中央気象台が、1931年に野付牛（現：北見市）へ移転した旧女満別地方競馬場跡地に気象観測用の飛行場として設置 (500 m×幅50 m)、10式艦上偵察機を用い流氷観測を実施[4]
- 1936年（昭和11年）
  - 6月 - 6月19日の皆既日食観測基地として使用すべく滑走路延長[4] (650 m)
  - 月次不詳 - 老朽化に伴い観測機の使用禁止命令。その後、鈴木与平が3式戦闘機を改造の上、中央気象台に寄付し1944年まで流氷観測を継続[4]

### 旧空港
- 1942年（昭和17年）- 海軍航空隊が「美幌第二飛行基地」として建設開始[4]
- 1943年（昭和18年）6月 - 網走刑務所主管により飛行場の整地工事が行われる[5]。
- 1945年（昭和20年） - 第二次世界大戦の終戦に伴い、連合国軍により爆破され使用不能となる[4]。また、旧海軍庁舎は中学校として再利用[4]
- 1952年（昭和27年）11月 - アメリカ軍が修理の上、不時着場として接収
- 1956年（昭和31年）
  - 4月 - アメリカ軍から一部返還される
  - 6月2日 - 北日本航空、丘珠空港線（不定期）運航開始[4]
- 1957年（昭和32年）7月 - 北日本航空、丘珠空港 - 西春別飛行場線（女満別空港経由）運航開始
- 1958年（昭和33年）
  - 7月7月 - 米軍からすべて返還され、管理主体は女満別町となる
  - 12月 - 第三種空港として供用開始[4]
- 1959年（昭和34年）9月 - 北日本航空、西春別飛行場発着を中標津空港発着に変更
- 1961年（昭和36年）4月 - 管理を北海道へ移管
- 1963年（昭和38年）4月 - 第三種空港として供用開始 (1,200 m)
- 1964年（昭和39年）4月 - 北日本航空、合併により日本国内航空となる
- 1965年（昭和40年）6月 - 日本国内航空、丘珠空港線定期運航開始[4]。丘珠空港 - 女満別空港 - 中標津空港線廃止
- 1970年（昭和45年） - 日本国内航空、東京国際空港線を丘珠空港経由で運航開始
- 1971年（昭和46年）5月 - 日本国内航空、合併により東亜国内航空となる
- 1974年（昭和49年）12月 - 東亜国内航空、丘珠空港発着全路線を（旧）千歳空港発着に変更
- 1977年（昭和52年）8月 - 東亜国内航空のYS-11型機が胴体着陸[4]
- 1980年（昭和55年）5月 - 東亜国内航空、東京国際空港線直行便運航開始[4]。YS-11型機が飛ぶ超長距離路線として知られる
- 1985年（昭和60年）4月20日 - 新空港開港に伴い閉鎖[4]

### 現空港
- 1975年（昭和50年）月次不詳 - 新空港建設適地調査を開始[4]
- 1979年（昭和54年）4月 - 新女満別空港設置許可を申請[4]
- 1980年（昭和55年）10月 - 新女満別空港設置許可、第三種空港指定[4]
- 1981年（昭和56年） 6月 - ジェット化へ向け、新女満別空港の工事着工[4]
- 1984年（昭和59年）
  - 4月 - 空港ターミナルビル・貨物ビル着工[4]
  - 12月 - 基本施設完成
- 1985年（昭和60年）
  - 3月 - ターミナルビル竣工[4]
  - 4月22日 - 女満別空港（旧空港）南側に新女満別空港供用開始 (2,000 m)、ジェット化[4]、旧空港廃止
- 1987年（昭和62年）
  - 2月 - 初の国際チャーターとして全日空香港便を運航[4]。
  - 4月 - 新女満別空港から女満別空港へ改称。
- 1992年（平成4年）
  - 4月 - 小型機エプロン供用開始[4]。初のワイドボディ機として、日本エアシステム（旧・東亜国内航空）が東京線にA300を導入[4]。
  - 7月 - 全日本空輸、大阪国際空港線運航開始[4]。
- 1993年（平成5年）7月1日 - 全日本空輸、名古屋空港線運航開始[6]。
- 1994年（平成6年）
  - 3月 - 空港ビル増築部分供用開始[4]
  - 9月 - 全日本空輸、関西国際空港開港に伴い、大阪国際空港線を関西国際空港線に変更[4]
  - 月次不詳 - 滑走路2500m延伸認可[4]
- 1995年（平成7年）
  - 6月 - 日本エアシステム、福岡空港線運航開始（6月〜10月の季節運航）[4]
  - 10月 - 滑走路延長工事着工[4]
- 1996年（平成8年）
  - 6月 - 日本エアシステム、福岡空港線（広島空港経由）、新潟空港線（6月〜10月の季節運航）運航開始[4]
  - 7月 - 日本エアシステム、仙台空港線運航開始[4]
- 1997年（平成9年）
  - 7月 - （旧）日本航空と全日本空輸、東京国際空港線運航開始、3社競合路線となる[4]
  - 8月 - エアーニッポン、新千歳空港線運航開始、2社競合路線となる[4]
  - 10月 - 日本エアシステム、福岡空港線休止[4]
  - 11月 - 日本エアシステム、福岡空港線（広島空港経由）休止[4]
- 1999年（平成11年）
  - 4月 - 全日本空輸、東京国際空港線を通年運航から6月〜10月の季節運航に変更[4]
  - 10月 - 北海道エアシステム、函館空港線運航開始[4]
  - 11月 - エアーニッポン、丘珠空港線運航開始[4]
- 2000年（平成12年）
  - 1月 - 1985年（ジェット化）以降の利用者数が1,000万人を突破
  - 2月24日 - 滑走路延長（2,500m）完成、日本エアシステム東京国際空港線の機材変更でボーイング777-200型機が記念飛来[4]
  - 4月 - 全日本空輸、東京国際空港線を季節運航から7〜9月の期間限定運航に変更。日本エアシステム、仙台空港線を季節運航から7月中旬〜8月の期間限定運航に変更
  - 7月 - 全日本空輸、関西国際空港線をエアーニッポンに移管
  - 9月 - 全日本空輸、東京国際空港線休止、2社競合路線となる[4]
  - 10月 - エアーニッポン、丘珠空港線休止[4]
- 2001年（平成13年）
  - 3月2日 - ジャンボジェット機が初飛来（（旧）日本航空ホノルル国際空港行チャーター便、ボーイング747-200B 型機）[4]
  - 8月 - 日本エアシステム、仙台空港線休止[4]
- 2003年（平成15年）
  - 4月 - 日本エアシステム、大阪国際空港線運航開始、大阪線としては2社競合路線となる[4]
  - 7月 - 日本エアシステム、仙台空港線を7月・8月の期間限定運航で再開[4]
  - 8月31日 - エアーニッポンのYS-11型機が、新千歳空港行454便を最後に運航終了[4]
  - 9月 - エアーニッポンネットワーク 、丘珠空港線、新千歳空港線運航開始[4]。日本エアシステム、仙台空港線休止[4]
  - 10月 - （旧）日本航空、日本エアシステムとの統合準備に伴い、東京国際空港線を日本エアシステムに移管再度単独路線となる[4]。日本エアシステム、新潟空港線休止[4]
  - 11月 - エアーニッポン、関西国際空港線を通年運航から2月〜3月、6月〜10月の季節運航に変更
- 2004年（平成16年）4月 - 日本エアシステム、日本航空ジャパンに商号変更[4]、日本航空便名となる。エアーニッポン・エアーニッポンネットワーク、全日本空輸グループ便名統一化に伴い全日本空輸便名に変更[4]
- 2005年（平成17年）
  - 2月 - 全日本空輸、中部国際空港開港に伴い、名古屋空港線を中部国際空港線に変更[4]
  - 4月 - 日本航空ジャパン、大阪国際空港線を関西国際空港線に変更[4]。全日本空輸、関西国際空港線を季節運航から通年運航に再変更
  - 7月3日 - 美幌バイパス女満別空港IC開設[4]
  - 9月 - JR北海道開発のデュアル・モード・ビークルの試験運行を、北見駅 - 西女満別駅 - 女満別空港間で実施
  - 10月 - 航空管制官配置により、管制空港になる[4]
- 2006年（平成18年）
  - 2月 - 北海道国際航空、全日本空輸との共同運航により東京国際空港線運航開始（全日本空輸便としては再開）再度競合路線となる
  - 3月 - ターミナルビル第3期増築工事完成、搭乗橋・ターンテーブル各1基を増設し、内際分離式のCIQスペースを設けた（19日）[4]。北海道エアシステム、函館空港線休止[4]
  - 4月 - エアトランセ、函館空港線運航開始[4]。駐車場有料化
  - 6月 - エアトランセ、新千歳空港線運航開始、3社競合路線となる[4]
- 2007年（平成19年）
  - 2月 - エアトランセ、新千歳空港線休止、2社競合路線となる[4]
  - 3月 - エアトランセ、函館空港便が不定期運航となる[4]
  - 4月 - 全日本空輸、新千歳空港線休止、再度単独運航（札幌線としては2社競合）路線となる[4]
  - 9月 - エアトランセ完全撤退[4]
- 2008年（平成20年）11月 - 全日本空輸、関西国際空港線を通年運航から6〜9月の季節運航に再々変更。ILS 36供用開始（ILS双方向化）[4]
- 2009年（平成21年）3月 - 日本航空インターナショナル、関西国際空港線を休止、再度単独運航路線となる[4]
- 2010年（平成22年）
  - 7月 - 全日本空輸、丘珠空港線を新千歳空港線に変更
  - 10月 - 北海道エアシステム、新千歳空港線運航開始
- 2011年（平成23年）
  - 4月 - 北海道エアシステム、丘珠空港線運航開始
  - 6月 - 全日本空輸、関西国際空港線を6〜10月の季節運航に延長
- 2012年（平成24年）
  - 4月 - 全日本空輸、関西国際空港線を4〜10月の季節運航に延長
  - 10月 - 北海道エアシステム、丘珠空港線休止
- 2013年（平成25年）5月 - 全日本空輸、関西国際空港線を5〜9月の季節運航に短縮
- 2014年（平成26年）2月4日 - 各航空会社によるものを除く館内放送を、女満別空港ビル応援キャラクターに選ばれたVOCALOID及びVOICEROIDの結月ゆかりが行うことになった[7]
- 2020年（令和2年）
  - 1月15日 - 北海道空港を中心とする「北海道エアポート」、女満別を含む道内主要7空港のターミナル民営化運営を開始[8]
  - 10月27日 - 北海道エアシステム[9]、丘珠空港線を週3便（火・水・木）にて再開
- 2021年（令和3年）
  - 2月10日 - Peach Aviation、LCCキャリアとしては同空港初就航。成田国際空港線を開設[10]
  - 3月1日 - 北海道エアポート、女満別を含む道内5空港全体の民営化運営を開始[1]。
  - 7月1日 - Peach Aviation、関西国際空港線を開設[11]
  - 10月1日 - 北海道エアポート、女満別空港ビル株式会社を吸収合併[12]
- 2024年（令和6年）4月18日 - ターミナル空域管制（日高進入管制区）が導入される[13]。
- 2025年（令和7年）7月1日 - 「オニオンスープが出る蛇口」が設置される[14]。

## 施設
ターミナルビルは滑走路西側に1棟あり、地上3階建てで、ボーディングブリッジを3基備えている。国内線に対応した設備となっているが、設計上は今後の国際線展開をも見越した構成とされる。ターミナル施設は金融機関・航空会社および自治体が出資する女満別空港ビル株式会社が運営していたが、2021年10月に同社が北海道エアポートに吸収合併され、以後は北海道エアポートによる運営となっている。
- 1F : 航空会社カウンター、到着ロビー、観光案内所、セブンイレブン（セブン銀行ATM設置）
- 2F : 出発ロビー、有料待合室、売店（土産物店）6店、レストラン2店
  - 営業時間は、有料待合室は19時30分、売店・レストランは20時（立ち食い寿司店は12時～15時）、搭乗待合室の売店は最終便出発まで。
- 3F : 展望デッキ（無料）

有料駐車場は約1,150台が設置されており、「めまんべつ産業開発公社」が管理している。駐車料金は1時間までは無料。
2020年より民営化運営を担う北海道エアポートはオホーツク方面への送客を目的とした「地域ゲートウェイ」型空港として、「比類なき大自然」をコンセプトとして国際線専用施設整備・旅客ビル拡張・貨物ビル新設・事務所棟新設・低価格帯ホテルの誘致を計画している。
- 管制塔
- 1階 航空会社カウンター（ANA）
- 2階 搭乗待合室
- 3階 送迎デッキ
- 1階 航空会社カウンター（JAL）
- 2階 搭乗口カウンター

## 就航路線
現在国内線のみ発着している。空港航空会社が2社以上の場合、最前の航空会社の機材・乗務員で運航するコードシェア便（共同運航便）である。
- 日本航空（JAL） [17]
  - 東京国際空港
  - 大阪国際空港（季節運航）
  - 新千歳空港
  - 丘珠空港[18]
- 全日本空輸（ANA） [19]
  - 中部国際空港（季節運航）
  - 新千歳空港
- AIRDO（ADO） ・ 全日本空輸（ANA） 
  - 東京国際空港
- Peach Aviation（APJ）  
  - 関西国際空港[20]（季節運航）

かつての定期就航路線
- 函館空港・仙台空港・成田国際空港・新潟空港・広島空港・福岡空港（直行便・広島経由便）

## 交通
近隣市街地へは、網走市まで約22 km、北見市まで約32 kmの位置にある。
- 国道39号美幌バイパス女満別空港IC
- 北海道道64号女満別空港線
- 北海道道246号小清水女満別線

### 鉄道
最寄りの鉄道駅は北海道旅客鉄道（JR北海道）石北本線の西女満別駅であるが、直線距離で約800 m、実際の道のりでは約2 km離れており、徒歩で30分程度を要する。交通機関による連絡はない。

### 路線バス
2025年3月1日現在。運行本数・運賃・所要時間等の詳細は、該当項目や公式サイトを参照。
- 網走バス
  - 女満別空港 - 大空町役場 - 呼人駅 - 網走刑務所 - 網走駅 - オホーツク合同庁舎 - 網走バスターミナル（連絡バス、航空便の時刻に合わせて運行）
    - 網走流氷砕氷船の運航期間中は、砕氷船乗り場（網走道の駅）まで延長運転

  - 「知床エアポートライナー」女満別空港 - 網走駅 - 網走バスターミナル - 知床斜里駅 - ウトロ温泉（斜里バスと共同運行、季節運転）
- 北海道北見バス（途中バス停では空港行きは乗車のみ、空港発は降車のみ）
  - 女満別空港 - 美幌高野 - 端野郵便局 - 東武 - 工業大学入口 - 東6丁目 - 北見バスターミナル

主な廃止路線
- 阿寒バス
  - 阿寒湖温泉方面
- 網走バス
  - 美幌駅前 - 女満別空港 - 女満別役場 - 呼人駅 - 網走刑務所 - 網走駅 - オホーツク合同庁舎 - 網走バスターミナル（一般路線バス、時刻固定） ※2019年10月1日のダイヤ改正で廃止[22]